# Jonsson
Denna sida behandlar efternamnet Jonsson med bl.a. stavningsvarianterna Jonson, Johnsson och Johnson så som de används av personer i Norden eller av personer med nordisk anknytning.
För efternamnet Johnson inom och utom Norden se vidare Johnson.
För andra användelser av namnet Johnson, se Johnson (olika betydelser).
Jonsson är ett vanligt svenskt efternamn som kan stavas på olika sätt. Den 31 december 2012 var det följande antal personer i Sverige med stavningsvarianterna
- Jonsson 56912
- Johnsson 13716
- Johnson 2340
- Jonson 591
- Jonzon 233
- Johnzon 69
- Jónsson 44

Den sista namnvarianten, det isländska Jónsson, har troligen utelämnats vid beräkningen av antalet personer med namnet i Sverige. Utan Jónsson men med 7 personer med annan icke-identifierad stavning blir resultatet det som Statistiska Centralbyrån uppger, 73869 personer, vilket ger namnet plats nummer 12 på listan över Sveriges vanligaste efternamn. Namnet var ursprungligen ett patronymikon med betydelsen Jons eller Johns son. Också andra förnamn kan ha förekommit som Jonas, Johan och Johannes.

## Personer med efternamnet Jonsson eller med varianter av detta namn
Personer utan angiven nationalitet är svenska. För personer med efternamnet stavat Johnson men utan nordisk anknytning se Johnson.

### A
- Adolf Johnsson, flera personer
  - Adolf Johnsson (militär) (1880–1963), militär och gymnastikdirektör
  - Adolf Johnsson (musikpedagog) (1847–1921), musikpedagog
  - Adolf Jonsson (1872–1945), skulptör
- Alfred Jonsson, flera personer
  - Alfred Jonsson (politiker) (1866–1937), svensk urmakare, handelsman och politiker
  - Alfred Jonsson (veterinär) (1864–1954), svensk veterinär

- Alvar Jonson, (1914–1985), konstnär
- Amandus Johnson (1877–1974), svensk-amerikansk historiker
- Ana Johnsson (född 1977), sångerska och låtskrivare
- Anders Jonsson, flera personer
  - Anders Johnson (född 1955), skribent, tidningsman och politiker
  - Anders Johnson (agronom) (1795–1854))
  - Anders Jonsson (journalist) (född 1957)
  - Anders Jonsson (militär) (1920–2005)
  - Anders Jonsson (orgelbyggare) (1788–1861)
  - Anders Jonsson (skytt) (1890–1952)
  - Anders Jonsson i Mora (1912–2008), möbelhandlare och politiker
  - Anders Jonsson i Sundsbyn (1807–1871), lantbrukare och politiker
  - Anders-Per Jonsson (född 1946), körledare, dirigent och flöjtist
  - Anders W. Jonsson (född 1961), politiker
- Andreas Johnson (född 1970), popsångare
- Andreas Jonsson (född 1980), speedwayförare
- Andreas Jonsson (1811–1888), köpman och politiker
- Andreas Johnson (ishockeyspelare) (född 1994), ishockeyspelare
- Anna Johnson (född 1938), musikolog
- Ann-Charlotte Hammar Johnsson (född 1966), politiker
- Annica Jonsson (aktiv 1987), sångerska
- Antonia Johnson, flera personer
  - Antonia Johnson (videopersonlighet) (född 1991), programledare och Youtube.person
  - Antonia Ax:son Johnson (född 1943), företagsledare
- Anund Jonsson (verksam 1275–1291), biskop i Strängnäs
- Arne Johnson (1924–2006), byggnadstekniker
- Arne Johnsson (född 1950), poet, bibliotekarie och litteraturkritiker
- Anund Jonsson (Lejonansikte) (död 1397), lagman, riddare och riksråd
- Arvid Jonsson (1886–1960), lantbrukare och politiker
- Artur Jonsson (1878–1959), präst
- Ásgrímur Jónsson (1876–1958), isländsk målare
- August Johnson (1873–1900), bildkonstnär
- August Wilhelm Johnson (aktiv omkring 1900). svenskamerikansk kraftkarl
- Axel Johnson (1844–1910), affärsman och skeppsredare
- Axel Jonsson (1888–1950), direktör och generalkonsul
- Axel Jonsson (guldsmed) (1930–2005), målare, guld- och siversmed
- Axel Ax:son Johnson (1876–1958), skeppsredare och industriman
- Axel Ax:son Johnson (bergsingenjör) (1910–1988), företagsledare

### B
- B.G. Jonzon (1855–1937), präst och skolföreståndare
- Ben Jonson (1572–1637), engelsk poet och dramatiker
- Bengt Johnson (1923–1966), politiker
- Bengt Jonzon (1888–1967), biskop i Luleå
- Bengt Emil Johnson (1936–2010), författare, radioman, tonsättare, m.m.
- Bengt H. Jonson (1925–2011), arkitekt
- Bengt R. Jonsson (1930–2008), visforskare
- Bertil Johnson, flera personer
  - Bertil Jonsson (född 1940), ordförande i LO
  - Bertil Johnson (friidrottare) (1915–2010), friidrottare
  - Bertil Johnson (konstnär) (född 1927), skulptör
- Birger Jonson (1890–1977), arkitekt
- Björn Jonson, flera personer
  - Björn Jonson (född 1941), fysiker
  - Björn Jonson (fysiolog) (född 1940), fysiolog
  - Björn Johnson (född 1971), statsvetare
  - Björn Jonson (tecknare) (1903–1991), bildkonstnär, grafiker
  - Björn Jónsson (1846–1912), Islands statsminister
- Bo Jonsson, flera personer
  - Bo Johnson (född 1928), teolog och präst
  - Bo Jonzon (född 1951), skulptör och grafiker
  - Bo Jonsson (generaldirektör) (född 1945), ekonom, statssekreterare och statlig utredare
  - Bo Jonsson (Grip) (senast 1335–1386), väpnare, riksråd och drots, under sin levnad en av Sveriges mäktigaste män
  - Bo Jonsson (höjdhoppare) (född 1947)
  - Bo Johnson (konstnär) (1907–?), konstnär
  - Bo Jonsson (producent) (1938–2018), filmproducent och manusförfattare
  - Bo Jonsson (regissör) (1939–1982), författare och poet
  - Bo Jonsson (skådespelare) (född 1954)
  - Bo Ax:son Johnson (1917–1997), företagsledare
  - Bo Johnson Theutenberg (född 1942), jurist och diplomat
- Britt-Marie Jonsson (född 1959), dragspelare
- Bror Jonzon (1886–1960), skolman
- Bror Johan Jonzon (1812–1877), maskiningenjör och mariningenjörsofficer
- Busk Margit Jonsson (född 1929), operasångerska
- Busk Rut Jonsson (född 1925), författare

### C
- Calle Jonsson (född 1983), brottsmisstänkt i Grekland
- Carl Johnsson (1908–1989), fotbollsspelare
- Carl Jonsson (dragkampare) (1885–1966), polis
- Carl Jonsson (motorcykelförare) (1893–1979), verkmästare
- Carl Jonsson i Skog (1845–1917), lantbrukare och politiker
- Carl-Einar Jonsson (1921–1952), telegrafist i nedskjutet flygplan
- Carl Johan Jonsson (1855–1939), lantbrukare och politiker
- Carla Jonsson (född 1953), girarrist, sångare, låtskrivare
- Carolina Johnson (född 1996), hinderlöpare
- Charlotta Jonsson (född 1973), skådespelare
- Christ Johnson, svensk-amerikansk instiftare oav musikpris
- Christer Johnsson (född 1956), klassisk saxofonist, professor
- Christer Jonsson (1943–1989), akådespelare och teletekniker
- Christer Jonsson (född 1945), silversmed och professor vid Konstfack
- Christer Jonsson (politiker) (född 1959), landstingsråd, centerpartist
- Christina Jonsson (född 1960), inredningsarkitekt
- Christofer Johnsson (född 1972), musiker
- Cilla Johnson (1911–2002), översättare
- Clarence Jonsson (1922–2006), militär
- Conni Jonsson (född 1960), finansman
- Conrad Jonsson (1886–1964), journalist, politiker, landshövding
- Curt Jonsson (1921–1958), filmfotograf
- Curt Jonsson (konstnär) (1922–2021), konstnär och curlingspelare

### D
- Dan Jonsson (född 1933), illustratör och grafisk formgivare
- Daniel Jonsson (1599–1663), "nationalhjälte" från Sollerön
- Dennis Jonsson (född 1983), fotbollsspelare
- Dulee Johnson (född 1984), liberiansk fotbollsspelare aktiv i Sverige

### E
- Edwin Johnsson (1928–2009), medverkande i TV-program
- Egon Johnsson (1926–1985), fotbollsspelare
- Einar Jonsson, flera personer
  - Einar Jónsson (1874–1954), isländsk skulptör
  - Einar Johnson (konstnär) (1915–2008), konstpedagog och konstnär
  - Einar Jonsson (politiker) (1905–1957), fabriksarbetare, socialdemokrat
  - Einar Jonsson i Mörbylånga (1872–1936), centerpartistisk riksdagsman
  - Einar Johnson (ämbetsman) (1884–1941), landssekreterare
- Elias Jonsson (1900-talet), spelman
- Elver Jonsson (1936–2021), postiljon och politiker
- Emelie Johnsson (född 1989), fotbollsspelare
- Emil Johnson (1864–1953), svenskamerikansk ingenjör
- Ericka Johnson (född 1973), amerikansk-svensk samhällsvetare
- Erik Jonsson, flera personer
  - Erik Johnsson (1918–1971), kompositör, kapellmästare och musikarrangör
  - Erik Jonsson (friidrottare) (1919–2001)
  - Erik Jonsson i Fors (1860–1934), lantbrukare och politiker
  - Eric Jonsson i Freluga (1847–1928), lantbrukare och politiker
  - Erik Jonsson i Nåberga (1819–1895), lantbrukare och politiker
  - Erik O Jonson (1889–1958), författare, teaterproducent, dekorationsmålare med mera
  - Erik Gustaf Johnson (1852–1914), läkare
  - Erik Petter Jonsson (1834–1891), hemmansägare och politiker
- Ernst Jonsson (född 1935), företagsekonom, professor
- Ernst Jonsson (författare) (1855–1940), författare av barn- och ungdomslitteratur
- Eva Johnsson (född 1958), politiker
- Eva Jonsson (född 1970), litteraturvetare
- Evelina Jonsson (född 1998), sångerska
- Ewert Jonsson (1869–1948), lantbrukare, tjänsteman och politiker
- Eyvind Johnson (1900–1976), författare

### F
- Finn Johnsson (född 1946), industriman och företagsledare
- Finnur Jónsson (1704–1789), kyrkohistoriker, biskop i Skálholt
- Finnur Jónsson (1858–1934), filolog, professor i Köpenhamn
- Flo Jonsson (född 1978), friidrottare
- Folke Jonsson (flera personer)
  - Folke Johnson (seglare) (1887–1962), seglare och bankkassör
  - Folke Jonsson (operasångare) (1904–1981), operasångare
  - Folke Jonsson (Fånöätten) (död 1313), riddare och riksråd
- Fredric Jonson (född 1987), fotbollsspelare
- Fredrik Jonson (1876–1951), väg- och vattenbyggnadsingenjör
- Fredrik Jonsson (född 1995), fotbollsspelare
- Fridolf Jonsson (1890–1962), fotbollsspelare

### G
- Georg Johnsson (1902–1960), cyklist
- Gert Jonsson (moderat) (född 1960), lokalpolitiker
- Gisle Johnson (1822–1894), norsk teolog
- Gísli Jónsson (1513–1587), isländsk biskop
- Grubb Anders Jonsson (1891–1975), spelman och läskedrycksbryggare
- Gudrun Johnson Rosin (aktiv 1950- och 1960-talen), tennisspelare
- Gunnar Jonsson, flera personer
  - Gunnar Johnson (1924–2004), jazzmusiker
  - Gunnar Johnsson (1917–2007), konstnär
  - Gunnar Jónsson, isländsk skådespelare och komiker
  - Gunnar Jonsson (arkitekt) (1888–1946)
  - Gunnar Jonsson (ingenjör) (1885–1959), ingenjör och ämbetsman
  - Gunnar Johnsson (friidrottare) (1889–1926)
- Gunilla Jonsson (född 1964), rollspelskonstruktör
- Gustaf Johnsson, flera personer
  - Gustaf Jonsson (ingenjör) (1898–1955)
  - Gustaf "Husum" Jonsson (1903–1990), längdskidåkare
  - Gustaf Jonsson (1822–1899), hemmansägare och politiker
  - Gustav Jonsson (1907–1994), barnpsykiater med "Barnbyn Skå"
  - Gustav Adolf Jonsson (1879–1949), sportskytt
- Göran Johnsson (född 1945), fackföreningsman
- Göran Jonsson (1921–1995), arkitekt
- Gösta Jonsson (1905–1984), kapellmästare, musiker, skådespelare
- Göte Jonsson (född 1939), politiker

### H
- Hans Jonsson, flera personer
  - Hans Johnsson (1840–1912), handlande och politiker
  - Hans Jonsson (friidrottare) (född 1942)
  - Hans Jonsson (ishockeyspelare) (född 1973)
  - Hans Jonsson (skådespelare) (född 1957), skådespelare och röstskådespelare
  - Hans Jonsson (språkforskare) (född 1928), språkforskare med professors namn
- Hans-Ingvar Johnsson (1933–2018), journalist och chefredaktör
- Harald Johnsson, flera personer
  - Harald Johnsson (författare), (1886–1936) svensk författare
  - Harald Johnsson i Skoglösa (1898–1987), svensk politiker
- Harry Jonsson (1937–2023), ekonom, skatteexpert och företagsledare
- Helena Jonsson (född 1965), lantmästare och LRF-ordförande
- Helga Jonsson (född 1980), fotograf och gallerist
- Helge Axelsson Johnson (1878–1941), industriman och konstmecenat
- Henrik Johnsson (född 1972), programledare och TV-producent
- Henrik Jonsso
- Hjálmar Jónsson (1796–1875), isländsk författare känd som Bólu-Hjálmar
- Hjálmar Jónsson (född 1980), isländsk fotbollsspelare
- Hjalmar Jonsson (spelman) (1923–2000)
- Hugo B. Jonsson (1890–1981), arkitekt
- Håkan Jonsson, flera personer
  - Håkan Jonsson (samepolitiker) (född 1960)
  - Håkan Jonsson (ämbetsman) (född 1961), jurist, diplomat och ämbetsman
  - Håkan Jonsson Läma (1300-talet), storman och riddare

### I
- Inge Jonsson (1928–2020), författare och litteraturvetare
- Inger Johnsson (född 1951), diakonissa, franciskannunna i Svenska kyrkan
- Ingvar Johnsson (1942–2011), politiker
- Irma S:t Cyr Jonsson (1902–1984), författare
- Ivar Johnsson (1885–1970), skulptör och formgivare

### J
- J. Erik Jonsson (1901–1995), svenskamerikansk företagare och politiker
- Jacob Johnson (född 1948), politiker
- Jan Jonsson, flera personer
  - Jan Jonsson (militär) (1952–2021), generallöjtnant vid flygvapnet
  - Jan "Lill-Blöta" Jonsson (född 1948), svensk handbollsspelare
  - Jan O. Jonsson (född 1957), sociolog
  - Jan-Åke Jonsson (född 1951), företagsledare
- Jens Jonsson (född 1974), manusförfattare och regissör
- Johan August Jonsson (1851–1935), lantbrukare och politiker
- Jóhann Jónsson (1896–1932), isländsk författare
- Johanna Jonsson (född 1991), fotomodell
- Johannes Jonson (1823–1895), hemmansägare och politiker
- Johannes Johnson (1864–1916), norsk präst och missionär
- John Johnsson (1924–2003), politiker och ombudsman
- John Jonsson (1889–1959), kommunalborgmästare och politiker
- John Johnson (konstnär) (1915–1968), konstnär, målare och reklamtecknare
- John Johnsson, arkitekt och byggmästare i Småland
- John Johnson Daniels (1862–1957), svensk-amerikansk pastor och sångtextförfattare
- Jon Jonsson, flera personer
  - Jon Jonsson i Fjäle (1892–1963), hemmansägare och politiker
  - Jon Jonsson i Hertsjö (1836–1915), lantbrukare och politiker
  - Jon Jonsson i Källeräng (1867–1939), lantbrukare och politiker
  - Jon Jonsson i Mo (1818–1899), lantbrukare och politiker
  - Jon Jonsson (1582−1669), slottsloven och borgmästare
  - Jon Jonsson (1772–1841), riksdagsman från Bräkne-Hoby socken
  - Jón Jónsson (1749–1826), isländsk ämbetsman och utgivare
  - Jón Jónsson (1759–1846), isländsk präst
  - Jón Jónsson (1806–1881), isländsk-dansk ämbetsman
  - Jón Jónsson (1849–1920), isländsk präst och historiker
  - Jón Jónsson Aðils (1869–1920), isländsk historiker
  - Jón Jónsson Espolin (1769–1836), isländsk ämbetsman och historiker
  - Jón Jónsson (1917–2000), isländsk författare känd som Jón úr Vör
- Jonas Jonsson, flera personer
  - Jonas Johnson (född 1970), ishockeyspelare
  - Jonas Johnsson (1837–1922), godsägare och politiker
  - Jonas Jonson (född 1939), teolog, biskop
  - Jonas Jonsson (byggmästare) (1806–1885), byggmästare och arkitekt
  - Jonas Jonsson (läkare) (1848–1920)
  - Jonas Jonsson (spelman) (1906–1993)
  - Jonas Jonsson (sportskytt) (1903–1996)
  - Jonas Jonsson (företagsledare) (1875–1947), träingenjör och företagsledare
  - Jonas Jonson Brunk (1600–1643), gav namn till stadsdelem Bronx i New York
  - Jonas Jonsson i Hå (1858–1945), lantbrukare och politiker
  - Jonas Albert Jonsson (1880–1962), skådespelare
- Jonathan Johnson (född 1993), svensk ishockeyspelare
- Josef Jonsson (1887–1969), tonsättare och musikkritiker
- Joseph B. Johnson (1893–1986), svensk-amerikansk politiker
- Jullan Jonsson (1882–1948), skådespelare
- Jörgen Jonsson (1956–2021), politiker

### K
- Kaleb Johnson (1888–1965), svensk-amerikansk frälsningsofficer, sångförfattare och komponist
- Karin Johnson (född 1967), konstnär
- Karin Johnsson (1889–1968), författare och manusförfattare
- Karl Jonsson, flera personer
  - Karl Jonsson (skådespelare) (1891–1981), kamrer, inspicient, skådespelare
  - Karl Gerhard Johnson (1891–1964), känd som Karl Gerhard, revyförfattare, artist, m.m.
  - Karl-Johan Johnsson (född 1990), fotbollsmålvakt
- Kim Johnsson (född 1976), ishockeyspelare
- Kjell Jonsson (född 1948), idéhistoriker, universitetsprorektor
- Knut Jonsson (Aspenäsätten) (död 1347), riksråd och drots
- Koj Jonsson (1915–2003), arkitekt
- Kristoffer Jonzon (född 1978), sångare, pianist, låtskrivare, showartist
- Kåge Jonsson (född 1935), journalist och dokumentärfilmare

### L
- Lars Jonsson, flera personer
  - Lars Jonson (1956–2015), gitarrist, "Guld-Lars"
  - Lars Johnsson (innebandyspelare) (född 1975)
  - Lars Jonsson (ishockeyspelare) (född 1982)
  - Lars Jonsson (konstnär) (född 1952)
  - Lars Jonsson (politiker) (1892–1968)
  - Lars-Erik Jonsson (1959–2006), operasångare
  - Lars Theodor Jonsson (1903–1998), svensk samisk längdskidåkare
- Lasse Johnson (1899–1992), konstnär
- Lasse Jonsson (född 1959), gitarrist
- Leif Johnsson (född 1939), friidrottare
- Leif Jonsson (född 1949), musikforskare
- Lena Jonsson (född 1986), musiker och riksspelman
- Lennart Jonsson (1933–2023), friidrottare
- Lewis Jonsson (1874–1918), präst, hovpredikant
- Ludvig Johnson (1901–1996), konstnär och tecknare
- Lukas Jonsson (född 1992), fotbollsmålvakt
- Lucas Ekeståhl Jonsson (född 1996), ishockeyspelare
- Lynn Johnson (född 1994), trestegshoppare

### M
- Madelene Jonsson (född 1987), innebandyspelare
- Magnus Jonsson, flera personer
  - Magnus Johnson (1871–1936), svensk-amerikansk politiker
  - Magnus Jonsson (fotbollsmålvakt) (född 1977)
  - Magnus Jonsson (musiker) (född 1978)
  - Magnus Jonsson (skidskytt) (född 1982)
  - Magnus Jonsson i Vannsätter (1826–1911), hemmansägare och politiker
- Maj Johnson (1914–1964), barnskådespelare
- Maj-Britt Jonsson-Tiger (1921–2002), konstnär och grafiker
- Malin Baryard-Johnsson (född 1975), hoppryttare
- Malte Johnson (1910–2003), orkesterledare och jazzmusiker
- Manfred Johnsson (1903–1991), fotbollsmålvakt
- Margit Jonsson (född 1944), skolbibliotekarie och politiker
- Maria Johnson (född 1965), skådespelare
- Marita Jonsson (född 1943), författare, kulturhistoriker
- Markus Jonsson (född 1981), fotbollsspelare
- Martin Johnson (journalist) (född 1984), författare, radioproducent m.m.
- Mary Johnson (1896–1975), skådespelare
- Mats Jonsson (olika betydelser)
  - Mats Jonson (född 1947), fysiker
  - Mats Jonsson (född 1973), serieskapare och redaktör
  - Mats Jonsson (rallyförare) (född 1957)
- Mattias Jonson (född 1974), fotbollsspelare
- Mattias Jonsson (född 1974), politiker, socialdemokrat
- Melker Johnsson (1903–1990), litteraturvetare, författare och humanist
- Mikael Jonsson, flera personer
  - Michael Jonzon (född 1972), golfspelare
  - Michael Johnson (musiker) (född 1972), sångare, komponist, sångtextförfattare
- Michaela Johnsson (född 1991), fotbollsspelare
- Michaela Jonsson (född 1991), fotbollsspelare
- Molly Johnson (1931–2016), författare

### N
- Nathan Johnson (1897–1975), svensk folkskollärare, författare och kulturarbetare
- Niklas Jonsson (född 1969), längdskidåkare
- Nils Jonsson, flera personer
  - Nils Jonsson (Rickebyätten) (omkring 1338–1366), lagman
  - Nils Jonsson (borgmästare) (död 1663)
  - Nils Jonsson (1804–1870), spelman, känd som Lapp-Nils
  - Nils Johnsson (1863–1932), läkare och botaniker
  - Nils Jonson (militär) (1898–1981)
  - Nils Jonson (badmintonspelare) (född 1925)
  - Nils Jonsson (fotbollsspelare) (verksam 1957/1958)
- Nils-Hugo Jonsson (1894–1961), konstnär
- Niss Oskar Jonsson (1909–2002), företagare, grundare av JOFA
- Nisse Jonsson (1909–1991), konstnär och tecknare

### O
- Olive M. Johnson (1872–1952), svenskamerikansk socialistisk aktivist
- Olle Johnsson (1912–1996), musiker och kompositör
- Olof Jonsson, flera personer
  - Olof Johnsson (historiker) (1870–1938), historiker
  - Olof Jonsson (arkitekt) (1849–1926)
  - Olof Jonsson (riksdagsman) (död 1694), riksdagsman
  - Olof Jonsson i Hov (1839–1930), politiker
  - Olof Jonsson i Gumboda (1858–1937) lantbrukare och politiker
  - Olof Jonsson (militär) (född 1939)
- Oscar Jonsson (1895–1982), konstnär och konservator
- Oscar Jonsson (fotbollsspelare) (född 1997)
- Oskar Jonson i Remröd (1869–1926), lantbrukare och politiker
- Owe Jonsson (1940–1962), friidrottare

### P
- Pehr Johnsson (författare) (1873–1963)
- Pehr Johnsson (1818–1904), hemmansägare och riksdagsman
- Pehr Johnsson i Kastanjegården (1898–1962), lantbrukare och politiker
- Per Jonsson, flera personer
  - Per Jonson (1910–1975), norsk fotograf och regissör
  - Per Jonsson (koreograf) (1956–1998), dansare och koreograf
  - Per Jonsson (skådespelare) (1934–2022)
  - Per Jonsson (snickare) (1700-talet), byggde klockstaplar
  - Per Jonsson (speedwayförare) (född 1966)
  - Per-Erik Johnsson (född 1958), ishockeytränare
  - Per-Ingvar Johnsson (född 1944), politiker
  - Per-Olof Johnson (1928–2000), gitarrist, gitarrpedagog och professor
  - Per-Olof Jonsson (född 1948), handbollstränare
- Peter Jonsson, flera personer
  - Peter Jonsson (militär) (1945–2012), militär
  - Peter Jonsson (politiker) (född 1962), plåtslagare och politiker
  - Peter Jonsson (sportjournalist), anställd vid Sveriges Television
  - Peter Eric Jonsson (1812–1878), orgelbyggare, organist och klockare
- Petter Jonsson (född 1984), beachvolleybollspelare
- Philip Gustav Johnson (1899–1944), svenskättad amerikansk ingenjör och företagsledare
- Pierre Johnsson (född 1963), stuntman och skådespelare
- Pierre Johnsson (ishockeyspelare) (född 1984)
- Plura Jonsson (född 1951), låtskrivare, sångare, gitarrist och författare
- Pål Jonson (född 1972), politiker, moderat

### R
- Rebecca Johnson (född 1988), fotbollsspelare
- Robert Johnson (skådespelare) (1882–1947)
- Robert Jonsson (1880–1960), skådespelare och sångare
- Robert Johnson (svensk musiker) (född 1964), kompositör och gitarrist
- Robin Jonsson, flera personer
  - Robin Jonsson (fotbollsspelare) (född 1987)
  - Robin Jonsson (ishockeyspelare) (född 1983)
- Roland Jonsson (född 1958), konstnär
- Rolf Jonsson (1889–1931), gymnast
- Rune Jonsson (1929–2006), elektriker och politiker
- Rune Jonsson (fotograf) (1932–2010)
- Runer Jonsson (1916–2006), journalist och författare

### S
- Sam Johnson (fotbollsspelare) (född 1993), liberiansk fotbollsspelare som spelat i Sverige
- Samuel Johnson (politiker) (1820–1902), hemmansägare och politiker
- Seved Johnson (1919–2007), arkivarie
- Sigfrid Johnsson (1889–1961), tidningsman och författare
- Sigfrid Jonsson (1910–1962), skogsarbetare och politiker
- Siggi Jónsson (född 1966), isländsk fotbollstränare och tidigare spelare
- Sigurd Jónsson (omkring 1590–1661),isländsk präst och psalmförfattare
- Sigvard Jonsson (1923–1969), längdskidåkare
- Sonny Johnson (född 1938), skådespelare
- Stefan Jonsson, flera personer
  - Stefan Jonsson (bandyspelare) (född 1964)
  - Stefan Jonsson (författare) (född 1961), litteraturvetare och kritiker
  - Stefan Jonsson (gitarrist) (född 1967), låtskrivare i death metal-genren
  - Stefan Jonsson (idrottare) (född 1956), tyngdlyftare och kroppsbyggare
  - Stefan Jonsson (ishockeyspelare) (född 1965)
- Sten Jonson (1918–2010), arkitekt
- Sten Jonsson (1940–2014), underhållare, "Taxi"
- Sten K. Johnson (1945–2013), entreprenör och industriman
- Sture Johnsson (född 1945), badmintonspelare
- Sune Jonsson (1930–2009), dokumentärfotograf och författare
- Sven Johnson (1899–1986), gymnast
- Sven Johnzon (1901–1976), målare
- Sven Jonson (1902–1981), konstnär i Halmstadgruppen
- Sven-Gösta Jonsson (1939–2013), svensk samisk sångare, "den rockande samen"
- Sven-Olof Jonsson (1893–1945), gymnast

### T
- Thomas Denver Jonsson (född 1979), musiker
- Thomas H Johnsson (född 1972), fotograf
- Thorsten Jonsson (1910–1950), författare och översättare
- Todi Jónsson (född 1972), färöisk fotbollsspelare
- Tomas Jonsson (född 1960), ishockeyspelare
- Tommy Jonsson (olika betydelser), flera personer
  - Tommy Johnson (musiker) (1896–1956), amerikansk bluesmusiker
  - Tommy Johnson (1931–2005), skådespelare
  - Tommy Jonsson (militär) (född 1953), militär
  - Tommy Jonsson (född 1971), ishockeytränare
- Tor Jonson (1880–1949), jägmästare och skogsforskare
- Tor Jonsson (1916–1951), norsk författare
- Tor Johnson (1902–1971), svensk-amerikansk fribrottare och skådespelare
- Torbjörn Jonsson (1936–2018), fotbollsspelare
- Tore Johnson (1928–1980), fotograf
- Torsten Johnson (1903–1983), kemiingenjör
- Torsten Jonsson (1929–2021), riksåklagare
- Tytte Johnsson (född 1955), skådespelare

### U
- Ulf Jonsson (teolog) (född 1960), religionsfilosof
- Ulf G. Johnsson (född 1929), skådespelare och kompositör
- Ulricha Johnson (född 1970), skådespelare och sångerska
- Ulrika Jonsson (född 1967), svensk-brittisk programledare, skådespelare och författare

### V
- Viveca Ax:son Johnson (född 1963), styrelseordförande inom Johnsonsfären

### W
- Wiking Johnsson (1878–1969), industriman

### Å
- Åke Jonsson, flera personer
  - Åke Jonsson (diplomat) (1919–2007)
  - Åke Jonsson (motocrossförare) (född 1942), motocrossförare
  - Åke Jonsson (språkvetare) (född 1941), svensk språkvårdare